# Lagunas y parameras del Señorío de Molina
Lagunas y parameras del Señorío de Molina este o arie protejată (arie specială de conservare — SAC, sit de importanță comunitară — SCI, arie de protecție specială avifaunistică — SPA) din Spania întinsă pe o suprafață de 6.227,93 ha, integral pe uscat.

## Localizare
Centrul sitului Lagunas y parameras del Señorío de Molina este situat la coordonatele 40°52′41″N 1°38′31″W / 40.878°N 1.6419°V.

## Înființare
Situl Lagunas y parameras del Señorío de Molina a fost declarat sit de importanță comunitară în mai 2004 pentru a proteja 1 specie de plante și 39 de specii de animale. Alte tipuri de protecție:
- arie de protecție specială avifaunistică (în iulie 2005)[2]
- arie specială de conservare (în august 2015)[1][3][4]

## Biodiversitate
Situată în ecoregiunea mediteraneană, aria protejată conține 10 habitate naturale: Păduri de Quercus ilex și Quercus rotundifolia, Iazuri temporare mediteraneene, Pseudostepă cu ierburi și specii anuale de Thero-Brachypodietea, Lacuri eutrofice naturale cu vegetație de tip Magnopotamion sau Hydrocharition, Ape puternic oligomezotrofe cu vegetație bentonică cu Chara spp., Lande oro-mediteraneene cu formațiuni endemice de grozamă, Păduri iberice de Quercus faginea și Quercus canariensis, Ape oligotrofe din câmpii nisipoase, cu un conținut foarte redus de minerale (Littorelletalia uniflorae), Pajiști umede mediteraneene cu ierburi înalte de Molinio-Holoschoenion, Pajiști alpine și subalpine calcaroase.
La baza desemnării sitului se află mai multe specii protejate:
- plante (1): Marsilea strigosa
- păsări (39): fluierar de munte (Actitis hypoleucos), fâsă-de-câmp (Anthus campestris), rață roșie (Aythya nyroca), pasărea ogorului (Burhinus oedicnemus), ciocârlie-cu-degete-scurte (Calandrella brachydactyla), fugaci de țărm (Calidris alpina), fugaci roșcat (Calidris ferruginea), fugaci mic (Calidris minuta),  prundaș gulerat mic (Charadrius dubius), prundaș gulerat mare (Charadrius hiaticula), Chersophilus duponti, chirighiță-cu-obraz-alb (Chlidonias hybridus), chirighiță neagră (Chlidonias niger), erete de stuf (Circus aeruginosus), erete vânăt (Circus cyaneus), erete cenușiu (Circus pygargus), Elanus caeruleus, Falco naumanni, Galerida theklae, pescăriță râzătoare (Gelochelidon nilotica), cocor (Grus grus), piciorong (Himantopus himantopus), sitar de mâl (Limosa limosa), ciocârlie de bărăgan (Melanocorypha calandra), culic mare (Numenius arquata), dropie (Otis tarda), bătăuș (Philomachus pugnax), ploier auriu (Pluvialis apricaria), corcodel mare (Podiceps cristatus), Pterocles orientalis, turturică (Streptopelia turtur), corcodel mic (Tachybaptus ruficollis), călifar alb (Tadorna tadorna), spârcaci (Tetrax tetrax), fluierar negru (Tringa erythropus), fluierar de mlaștină (Tringa glareola), fluierar cu picioare verzi (Tringa nebularia), fluierarul de zăvoi (Tringa ochropus), fluierarul cu picioare roșii (Tringa totanus)

Pe lângă speciile protejate, pe teritoriul sitului au mai fost identificate 4 specii de plante, 6 specii de amfibieni, 1 specie de mamifere, 5 specii de reptile.